# 布賴森 (密蘇里州)
布賴森（英語：Bryson），又名羅德利亞（Rodelia），是位於美國密蘇里州佩蒂斯縣的非建制地區。

## 歷史
布賴森的郵局（名為羅德利亞）於1896年設立，其後於1914年停運。

## 地理
布賴森所處的海拔為高於海平面290米（即951英呎），而該地所採用的時區為UTC-6，即北美中部時區（CST）。同時該地設有夏令時間，為UTC-6調快一小時，即UTC-5（CDT）。